# Венгі
Венді Айче (кит. 黃文洁, піньїнь: Huáng Wénjié; більш відома як Венгі, нар. 9 січня 1986) — австралійська відеоблогерка китайського походження, співачка та акторка озвучення. Станом на 2018 рік на її каналі YouTube налічується понад 14 мільйонів підписників, що робить її найпопулярнішою Youtube'ром з Австралії. Станом на січень 2018 року її канал став 6-м найбільш підписаним каналом «Зроби сам» на YouTube.

## Кар'єра
Youtube
У 2013 році 11 лютого Венгі запустила YouTube-канал «Wengie», натхненний її китайським ім'ям Wenjie. Її відео були зосереджені на красі, моді та порадах «Зроби сам». Станом на 2016 рік вона була однією з найшвидше зростаючих зірок на YouTube, зібравши понад 4 мільйони підписників за три роки. Протягом 2018 року вона зосереджувалась на відео «Зроби сам», пранк відео та на слаймах. Вона заробила понад 1,2 мільярда переглядів за свою кар'єру на YouTube лише на своєму головному каналі, залучивши майже 13 мільйонів підписників.  Її канал YouTube був нагороджений «Найкращим каналом» та «Загальним переможцем» на австралійських Інтернет-нагородах у мережі Інтернет 2017.
У 2013 році Wengie створила другий канал YouTube під назвою «WengieVlogs». Станом на листопад 2017 року WengieVlogs має 1,7 мільйона підписників і 53 мільйони переглядів. У жовтні 2018 року вона змінила назву каналу на «Wendie ft. Wengie».
Музика
13 липня 2017 року Венгі випустила свій перший сингл «Baby Believe Me» у Китаї. Він дебютував під номером 11 і досяг свого 6-го місця в китайських музичних чартах.
25 листопада 2017 року вона випустила ще одну пісню на YouTube на каналі Wengie Music Asia під назвою «Oh I Do». Станом на 29 листопада 2017 року музичний ролик мав понад 9 100 000 переглядів.
10 липня 2018 року вона випустила пісню «Cake». Це був її перший англійський сингл і був випущений на каналі YouTube «Wengie Music». Пісня має понад 7 700,00 мільйонів переглядів.
15 вересня 2018 року Венгі випустила свій другий англійський сингл під назвою «Deja vu». Пісня на грудень 2019 року набрала понад 8 мільйонів переглядів.
17 листопада 2018 року вона випустила свій перший різдвяний сингл «Ugly Christmas Sweater».
9 березня 2019 року Венгі випустила свій четвертий англійський сингл «Lace Up».
4 травня 2019 року Венгі випустила сингл «Mr. Nice Guy», в якому взяв участь філіппінський співак Іньіго Паскуаль .
1 червня 2019 року Венгі випустила свій сингл «Talk Talk», в якому взяли участь музичний продюсер і автор пісень Девід Ембер.
18 жовтня вона також випустила свій перший корейський мовний сингл " Empire ". У пісні представлена тайська співачка Мінні з групи дівчат K-pop (G) I-dle .
Голосова дія
У 2017 році Венгі був голосом Блістіни «Блаженство» Утонія в австралійській та Новій Зеландії версіях The Powerpuff Girls (телесеріал 2016 року): Power of Four , телефільмі з п'яти частин.

###### Підписка
Основний канал YouTube Wengie був створений 9 вересня 2010 року. З тих пір станом на січень 2019 року вона залучила понад 14 мільйонів шанувальників та понад 1,4 мільярда переглядів.

## Особисте життя
Венгі переїхала з своєю сім'єю до Австралії в Мельбрун у віці 4 роки. Зараз вона живе в Сіднеї, Лос-Анджелесі, Каліфорнії та Китаї.  Має молодшого брата. За освітою бухгалтер. Вона була заручена з Максом з 13 серпня 2015 року.